# Aphnaeus adamsi
Aphnaeus adamsi är en fjärilsart som beskrevs av Henry Stempffer 1954. Aphnaeus adamsi ingår i släktet Aphnaeus och familjen juvelvingar. Inga underarter finns listade i Catalogue of Life.